# 洲头街道
洲头街道是中华人民共和国湖北省武汉市汉阳区下辖的一个街道办事处。

## 行政区划
洲头街道下辖以下村级行政区划单位：
红建社区、二院社区、洲头社区、建港社区、长新社区、向阳社区、芳洲社区、崇善社区、新五里社区和和平社区。